# Sorbus rushforthii
Sorbus rushforthii är en rosväxtart som beskrevs av Mcall.. Sorbus rushforthii ingår i släktet oxlar, och familjen rosväxter. Inga underarter finns listade i Catalogue of Life.